# Individual Thought Patterns
Individual Thought Patterns (přeloženo do češtiny Individuální myšlenkové vzorce) je páté studiové album americké death metalové kapely Death vydané roku 1993 společností Relativity Records. Bylo nahráno ve studiu Morrisound Recording. Album bylo později znovu vydáno i s bonusovými CD.
Je zde slyšet posun od klasického death metalu směrem k techničtější odnoži (resp. progresivnímu stylu), což bylo ostatně v menší míře patrno již u předchozího LP Human.

## Seznam skladeb
1. Overactive Imagination – 3:28
2. In Human Form – 3:55
3. Jealousy – 3:39
4. Trapped in a Corner – 4:11
5. Nothing Is Everything – 3:16
6. Mentally Blind – 4:45
7. Individual Thought Patterns – 4:00
8. Destiny – 4:04
9. Out of Touch – 4:19
10. The Philosopher – 4:10

## Sestava
- Chuck Schuldiner – kytara, vokály, spoluproducent
- Andy LaRocque – kytara
- Gene Hoglan – bicí
- Steve DiGiorgio – baskytara